# Феррата, Доменико
Доменико Феррата (итал. Domenico Ferrata; 4 марта 1847, Градоли, Папская область — 10 октября 1914, Рим, королевство Италия) — итальянский куриальный кардинал, доктор обоих прав. Титулярный архиепископ Фессалоники со 2 апреля 1885 по 22 июня 1896. Апостольский нунций в Бельгии с 14 апреля 1885 по 20 апреля 1889. Секретарь Священной Конгрегации чрезвычайных церковных дел с 20 апреля 1889 по 23 июня 1891. Апостольский нунций во Франции с 23 июня 1891 по 22 июня 1896. Камерленго Священной Коллегии Кардиналов с 19 июня 1899 по 19 апреля 1900. Префект Священной Конгрегации индульгенций и священных реликвий с 20 ноября 1899 по 23 октября 1900. Префект Священной Конгрегации Обрядов с 23 октября 1900 по 27 ноября 1902. Префект Священной Конгрегации по делам епископов и монашествующих с 27 ноября 1902 по 26 октября 1908. Префект Священной Конгрегации Таинств с 26 октября 1908 по 10 октября 1914. Архипресвитер патриаршей Латеранской базилики с 7 апреля 1913 по 10 октября 1914. Секретарь Верховной Священной Конгрегации Священной Канцелярии со 2 января по 10 октября 1914. Государственный секретарь Святого Престола с 4 сентября по 10 октября 1914. Кардинал-священник с 22 июня 1896, с титулом церкви Санта-Приска с 3 декабря 1896.